# Saint-Juéry (Lozère)
Saint-Juéry ist eine französische Gemeinde mit 54 Einwohnern (Stand 1. Januar 2022) im Département Lozère in der Region Okzitanien. Sie gehört zum Arrondissement Mende und zum Kanton Peyre en Aubrac. 

## Lage
Sie grenzt im Westen und im Norden an Anterrieux, im Osten an Fournels, im Süden an Noalhac und im Südwesten an Chauchailles. Das Gemeindegebiet gehört zum Regionalen Naturpark Aubrac.

## Bevölkerungsentwicklung
| Jahr      | 1962 | 1968 | 1975 | 1982 | 1990 | 1999 | 2008 | 2018 |
| --------- | ---- | ---- | ---- | ---- | ---- | ---- | ---- | ---- |
| Einwohner | 68   | 57   | 47   | 58   | 67   | 60   | 70   | 68   |

## Sehenswürdigkeiten

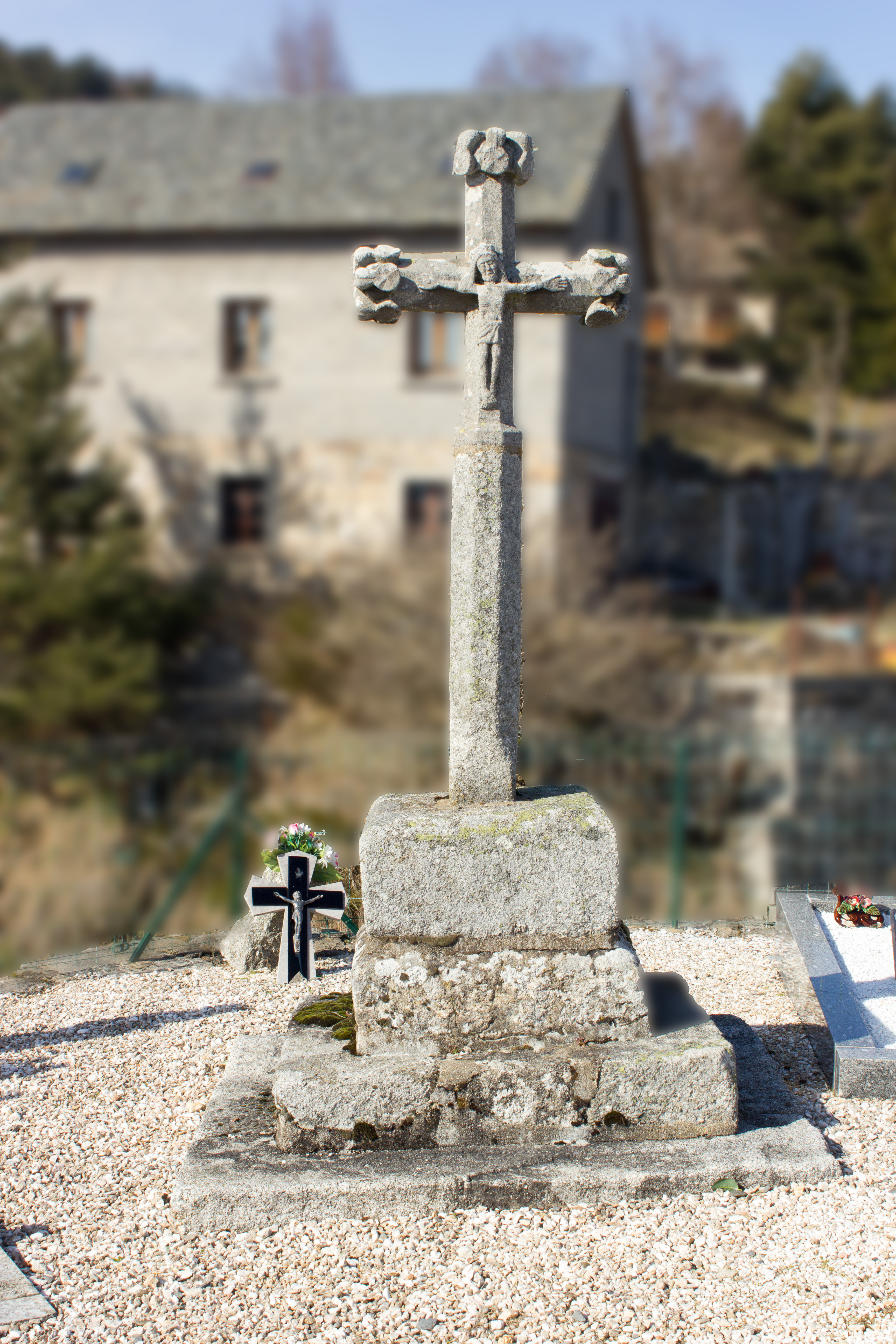
Gefallenendenkmal
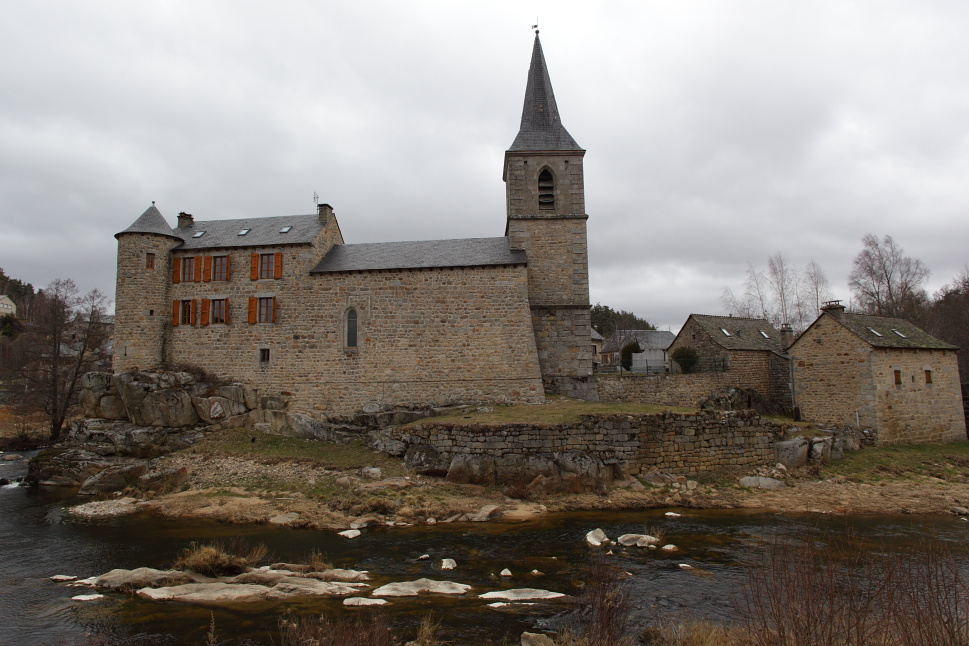
Kirche Saint-Maurice

- Gefallenendenkmal
- Kirche Saint-Maurice